# Oversteekplaats

Bord L2

Bord J22

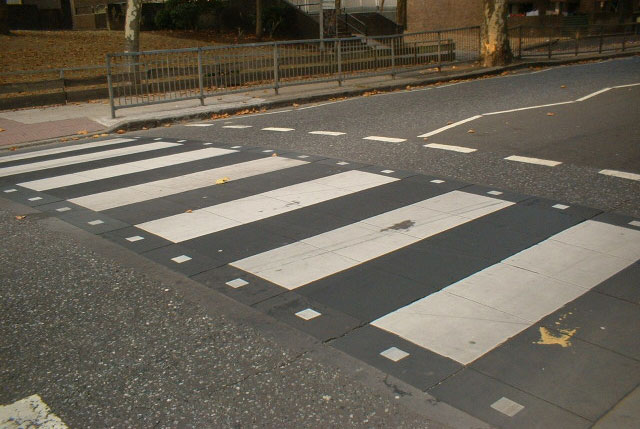
Voetgangersoversteekplaats uitgevoerd als 'zebrapad'

Een oversteekplaats is een locatie op een weg die bestemd is om over te steken en die als zodanig aangegeven is. Ze zijn er voor voetgangers en fietsers. Voor landbouwverkeer spreekt men van overpaden. Er zijn verschillende typen oversteekplaatsen die hieronder worden weergegeven. Dit artikel geeft echter uitsluitend de reglementering en terminologie in Nederland weer.
In onderstaand artikel wordt voor het gemak het woord "voorrang" gebruikt in plaats van "voor laten gaan". Voorrang is eigenlijk alleen bestemd voor en door bestuurders, maar in het dagelijks gebruik worden de begrippen door elkaar gebruikt.

## Voetgangersoversteekplaats (VOP)
Een oversteekplaats is vaak uitgevoerd met brede witte strepen (in de volksmond 'zebra' of 'zebrapad') of voorzien van zo genoemde kanalisatiestrepen (streep van van 50cm lang en 10cm breed met een tussenruimte van 50cm). Bestuurders moeten voetgangers en bestuurders van een gehandicaptenvoertuig, die op een voetgangersoversteekplaats met zebra oversteken of kennelijk op het punt staan zulks te doen, voor laten gaan (RVV 1990 art 49.2).
Dit geldt niet voor een militaire colonne of een uitvaartstoet. Bij een VOP met kanalisatiestrepen heeft het gemotoriseerde verkeer voorrang. 
Bij een voetgangersoversteekplaats aangebracht bij verkeerslichten wordt de voorrang geregeld door middel van verkeerslichten. Indien voor de voetgangers een rood voetgangerslicht van toepassing is, dan hebben de overstekende voetgangers geen voorrang bij een zebra. Ze moeten dan immers wachten tot het licht op groen is. Als de verkeerslichten zijn uitgeschakeld, dan hebben de voetgangers wel voorrang. Vaak zien bestuurders op de rijbaan dan een geel knipperlicht.
Een zebrapad kan worden aangebracht op plekken waar veel voetgangers oversteken. Het zebrapad moet daarbij niet worden beschouwd als een maatregel die de verkeersveiligheid verbetert, maar als hulp voor voetgangers bij oversteken op drukke plekken. Tegenwoordig worden veel VOP's met zebra juist verwijderd om schijnveiligheid te voorkomen. Dit gebeurt op plaatsen waar veel (bijna) ongevallen plaatsvinden en het voor de overstekende verkeersdeelnemer veiliger is om het gemotoriseerde verkeer voor te laten gaan.
Nadere eisen aan een voetgangersoversteekplaats zijn opgenomen in de Uitvoeringsvoorschriften BABW inzake verkeerstekens.

### De voetgangersoversteekplaats (zebra), zoals bedoeld in art. 49.2 van het RVV 1990

#### Toepassing
Een zebra wordt slechts toegepast:
- op wegen binnen de bebouwde kom met een maximumsnelheid van 30 km/h of 50 km/h en;
- op wegen buiten de bebouwde kom met een maximumsnelheid van 80 km/h mits de naderingssnelheid van minimaal 85% van de motorvoertuigen lager is dan 50 km/h.

#### Uitvoering
- een zebra bestaat uit een dwars op de wegas aangebrachte markering met een breedte van ten minste 4 m, bestaande uit witte strepen met een breedte en een tussenliggende afstand van 0,4 tot 0,6 m.
- bij een zebra wordt, behalve als er een verkeersregelinstallatie (VRI) is geplaatst, altijd bord L2 geplaatst.

Soms staan er bij een oversteekplaats kanalisatiestrepen, maar deze hebben geen wettelijke basis. Bij een zebrapad hebben voetgangers voorrang bij het oversteken, bij kanalisatiestrepen niet. Als een zebrapad op afstand slecht waarneembaar is, kan waarschuwingsbord J22 worden geplaatst. Dit bord heeft alleen de functie als vooraanduiding en niet ter vervanging van bord L2.

## Geregelde voetgangersoversteekplaats (GOP)
Dit is een oversteekplaats voor voetgangers waarbij de voorrang wordt geregeld met verkeerslichten. Om verwarring over de voorrang te voorkomen, is het volgens de CROW-richtlijn wenselijk bij een GOP geen zebrapadmarkering toe te passen, evenmin als het bijbehorende verkeersbord L2. Bij een GOP die niet 24 uur per dag in bedrijf is knippert het verkeerslicht oranje als deze 'buiten bedrijf' is. Hier hoeft eveneens geen verkeersbord L2 geplaatst te worden. Helaas is dit een richtlijn die weinig wordt toegepast door wegbeheerders.

### Delfts licht
Een aparte uitvoering van de GOP is het zogenaamde Delfts licht. Hierbij is het rode voetgangerslicht vervangen door een knipperende oranje driehoek. Voetgangers moeten dan zelf bepalen wanneer zij het veilig achten om over te steken. Het kruisende verkeer wordt geregeld alsof de voetgangers een normaal rood licht hebben. Omdat een GOP niet gecombineerd kan worden met zebrapadmarkering en het bijbehorende bord, hebben de voetgangers geen voorrang. Met een druk op de knop kunnen zij echter groen licht aanvragen. Het verkeerslicht van het kruisende verkeer springt dan op rood.

### Maastrichtse opstelling
Een andere aparte uitvoering van de GOP is de Maastrichtse opstelling. Hierbij staan de voetgangerslichten niet aan de overzijde van de oversteekplaats maar juist aan het vertrekpunt, op dezelfde manier zoals dit ook gangbaar is bij verkeerslichten voor het overig verkeer. Voetgangers die groen licht krijgen en starten met de oversteek zien dan dus niet meer of het licht uitgaat. Uit evaluaties is gebleken dat voetgangers dit als onprettig ervaren omdat zij dan niet meer kunnen zien of ze genoeg tijd hebben om over te steken. Voordeel is juist wel dat voetgangers minder opgejaagd worden, zoals bij verkeerslichten in de normale opstelling met een grote ontruimingstijd. In deze normale situatie staat het licht al op rood terwijl de voetgangers nog oversteken. Ook dat is onprettig voor voetgangers, en moeilijk te begrijpen voor kleine kinderen die leren dat ze bij rood niet meer mogen oversteken.

### EcoGOP
Om iets te doen aan de lange wachttijden voor voetgangers en de lange ontruimingstijden voor GOPs (bij grote oversteken duurt de ontruimingstijd vaak meer dan 10 seconden waardoor de kruispuntcapaciteit fors afneemt) is er een nieuw voetgangerslicht ontworpen, dat met behulp van radardetectie detecteert of er voetgangers over willen steken en in de gaten houden hoe snel de voetganger loopt. Dit heeft als voordeel dat de groenfase verlengd of juist verkort kan worden afhankelijk van de loopsnelheid van de voetganger. 
Twee proeven hebben niet tot het door de ontwerpers gewenste resultaat geleid, omdat de detectie niet betrouwbaar genoeg was. Wel zijn enkele punten overgenomen uit de testfases, zoals ledverlichting in het wegdek die de tijd aangeeft dat het groene licht nog brandt en een zandloper als wachttijdvoorspeller en groentijdaanduiding.

## Zebrapaden niet overal verkeersveilig
Vaak worden oversteekplaatsen voor fietsers en voetgangers gecombineerd op één locatie. Daarbij kan een verkeersveiligheidsprobleem ontstaan wanneer voor de voetgangers een zebrapad wordt gebruikt, omdat fietsers en voetgangers dan ongelijk in de voorrang verkeren ten opzichte van verkeer op de rijbaan.
Zebrapaden worden bij voorkeur niet toegepast op voorrangswegen bij kruispunten, omdat dit onduidelijke voorrangssituaties op kan leveren.

## Fietsersoversteek

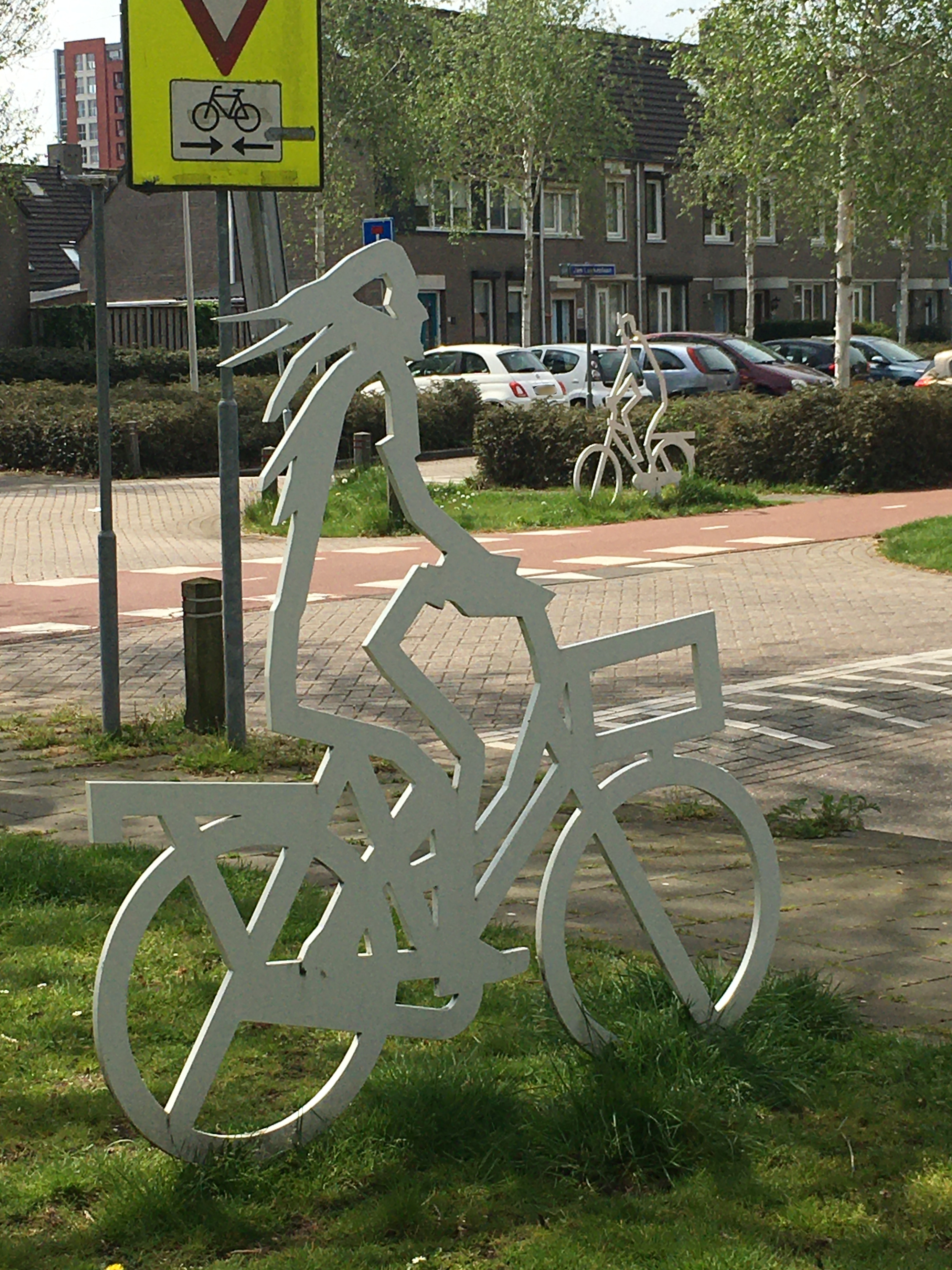
Fietsers oversteek in Helmond

Een oversteekplaats voor fietsers. Als de fietsers voorrang hebben op al het kruisende verkeer wordt de oversteekplaats volgens de CROW-richtlijnen bij voorkeur aangeduid met blokmarkering en met haaientanden. Hebben de fietsers geen voorrang, dan blijft de markering achterwege of er worden kanalisatiestrepen aangebracht. Ook deze richtlijn wordt weinig nageleefd. Fietsoversteken waar de fietsers voorrang hebben, worden vaak voorzien van een rode kleur. Hierdoor valt de oversteekplaats beter op. In de nieuwste richtlijn van het CROW wordt aanbevolen om ook voetgangersoversteekplaatsen naast toepassing van de zebra in rood uit te voeren, althans wanneer de voetgangers voorrang hebben. Deze richtlijn leidt feitelijk tot degradatie van de herkenbaarheid van de zebra. Er zijn dan ook maar weinig wegbeheerders die deze norm toepassen. Alleen op plateaus die toch al rood uitgevoerd worden, wordt de richtlijn in de praktijk veelvuldig toegepast.

## Landbouwverkeeroversteek
Voor landbouwverkeer en ander langzaam verkeer worden er nog weleens oversteken gecreëerd op autowegen en gebiedsontsluitingswegen. Hier mag men meestal niet afslaan, of vanaf de doorgaande weg de oversteek op. Deze oversteken worden overpaden genoemd.

## Ongelijkvloerse oversteekplaatsen
Soms zijn oversteekplaatsen ongelijkvloers. Voorbeelden hiervan zijn een viaduct, fietsbrug, ecoduct en een voetgangersbrug.